# اوویس
اوویس (به فرانسوی: Avoise) یک کمون در فرانسه است که در سارت (فرانسه) واقع شده‌است. اوویس ۲۴٫۵۶ کیلومتر مربع مساحت دارد.